# Isidie

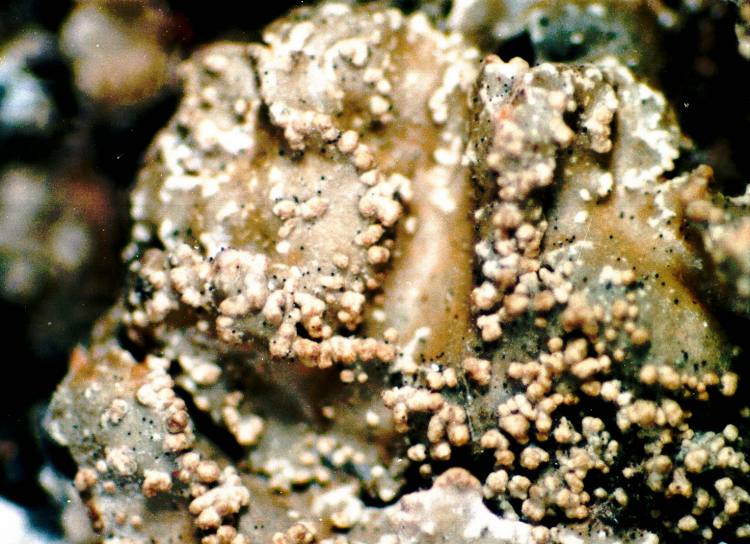
Parmelia saxatilis couverte à partir du centre d'isidies concolores au thalle.

Une isidie (du grec isis, « corail ») est une petite excroissance de quelques dixièmes de millimètre,
élaborée par un thalle lichénique.

## Structure
Les isidies contiennent des cellules du photosymbiote et du mycosymbiote, et sont entourées d’une couche serrées d’hyphes.

## Fonction
Les isidies jouent deux rôles essentiels : elles augmentent la surface photosynthétisante du thalle en
développant les échanges gazeux et aqueux ; elles permettent la reproduction végétative du thalle, se détachant à l’état sec (transportées par le vent) ou dispersées par les fèces d'animaux lichénivores (insectes, acariens).